# إدوارد يونغ كلارك
إدوارد يونغ كلارك (بالإنجليزية: Edward Young Clarke)‏ هو مؤلف أمريكي، (ولد في لويزيانا في الولايات المتحدة 1877  م).